# Confrontation
Confrontation é um álbum de reggae da banda jamaicana Bob Marley & the Wailers, lançado postumamente em maio de 1983, dois anos após a morte do vocalista Bob Marley. As canções do álbum foram compiladas a partir de material inédito e de singles gravados ao longo da sua vida. A faixa mais famosa do álbum é "Buffalo Soldier", e sua arte é uma ilustração que retrata a Batalha de Aduá, na qual as forças da Etiópia derrotaram as tropas coloniais da Itália, em 1896. A capa faz referência à história de São Jorge e o Dragão, que representaria a Babilônia, que estaria sendo morta por Bob Marley e sua música.

## Faixas
- 01.Chant Down Babylon 2:50
- 02.Buffalo Soldier 4:17
- 03.Jump Nyabingi 3:44
- 04.Mix Up, Mix Up 5:02
- 05.Give Thanks & Praises 3:16
- 06.Blackman Redemption 3:33
- 07.Trench Town 3:12
- 08.Stiff Necked Fools 3:25
- 09.I Know 3:20
- 10.Rastaman Live Up 5:27
- 11.Buffalo Soldier (Remix Version) 7:37